# Pietre d'inciampo in Lettonia

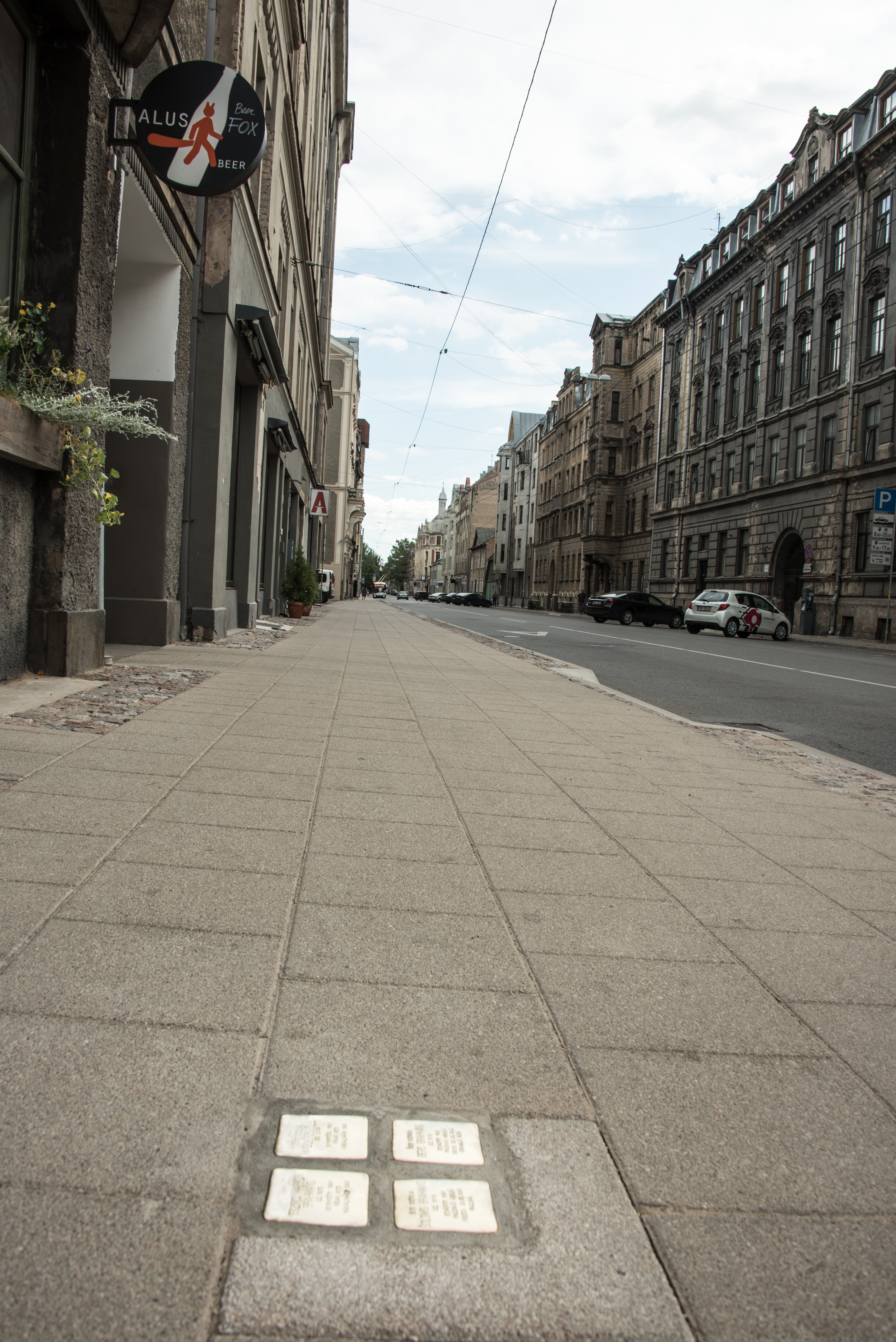
Le prime pietre d'inciampo in Lettonia

La lista delle pietre d'inciampo in Lettonia riguarda i blocchi che ricordano il destino delle vittime lettoni dello sterminio nazista, qualunque sia stato il motivo della persecuzione: religione, razza, idee politiche, orientamenti sessuali.
Il suo obiettivo è mantenere viva la memoria delle vittime di tutte le Deportazioni nel luogo simbolo della vita quotidiana - la casa -  invitando allo stesso tempo chi passa a riflettere su quanto accaduto in quel luogo e in quella data, per non dimenticare. Le pietre d'inciampo (in tedesco Stolpersteine) sono una iniziativa dell'artista tedesco Gunter Demnig che ha già posato più di 68.000 pietre in tutta Europa.
Le prime pietre d'inciampo in Lettonia sono state collocate al 28 luglio 2018 quando Demnig posava le prime pietre d'inciampo a Riga.

## Crimini nazionalsocialisti
Nel 1941, con l'operazione Barbarossa, la Germania invase l'URSS e occupò la Lettonia. Una dei primi reati fu la destruzione della Sinagoga grande corale di Riga, simbolo della comunità ebraica. Seguivano tanti crimini contro l'umanità come il massacro di Liepāja nel dicembre del 1941 con seimila morti ebrei. Più di 70.000 ebrei lettoni hanno perso la vita nell'Olocausto. Inoltre, in Lettonia furono assassinati 20.000 ebrei, che furono deportati dalla Germania e dai territori occupati a Riga. Fino al rinnovo dell'indipendenza della Lettonia, l'Olocausto non è stato né esplorato né menzionato a livello pubblico. La politica estera dell'Unione Sovietica non permetteva che gli eventi dell'Olocausto fossero considerati separatamente dalle vittime dell'intero "popolo sovietico" nella seconda guerra mondiale.
Tre sinagoghe, la Peitav di Riga, quella di Sabile e la Kaddish di Daugavpils, potevano sopravvivere.

## Le pietre d'inciampo a Riga
L'artista ha posato quattro pietre d'inciampo a Riga al 28 luglio 2018.
| Immagine | Scritta                                                                                                 | Indirizzo     | Vita |
| -------- | --- | ------------- | --- |
|          | QUI ABITAVA MALKA BRAHMANE NATA 1874 DEPORTATA 1941 GHETTO RIGA ASSASSINATA 1941                        | Stabu iela 59 | Malka Brahmane, anche Brachmannis, nacque il 18 agosto 1874 a Riga. Suoi genitori erano Movsha Wilentschik, un sarto, ed Esther nata Liebesman. Nel 1901 sposò Eiziks Brahmans (vedi sotto). La coppia aveva cinque figli: Moisy e Sarah Deborah (entrambi nati nel 1902), Nessa (nata nel 1904), Behr (nato nel 1910) e Sholom (nato nel 1916). Fu internata con suo marito nel ghetto di Riga e uccisa lì nel 1941. Anche il marito morì nel ghetto. Due figli, Behr e Sholom (vedi sotto), combattevano nell'Armata Rossa contro i tedeschi e cadevano. Potrebbero sopravvivere le due figlie. Sarah poteva fuggire. Si era sposata con David Ginsburg, però il matrimonio fu divorziato. Nessa, che aveva studiata medicina a Jena in Germania, lavorò in vari ospedali lettoni dopo 1933. Durante la seconda guerra mondiale era medico di prima linea per salvare i soldati. Nessa morì nel 1961, Sarah al 22 novembre 1987. Tutte e due sono sepolte insieme nel cimitero ebraico di Šmerlis. |
|          | QUI ABITAVA BERS BRAHMANS NATO 1910 ARRUOLATO 1941 ESERCITO SOVIETICO CADUTO 6.9.1942 STARAJA RUSSA     | Stabu iela 59 | Bers Brahmans, anche Brachmannis, nacque il 25 febbraio 1910 a Riga. Suoi genitori erano Eiziks e Malka Brahmans. Aveva quattro sorelle e fratelli. Frequentò il Ginnasio ebraico a Riga e parlava cinque lingue (yiddish, russo, lettone, tedesco ed ebraico). Nel 1928 si laureò alla scuola superiore. Viaggiò con suo padre, un commerciante di legname, attraverso la Polonia e la Lituania. Probabilmente divenne anche lui un commerciante di legname. Era interessato alle idee comuniste e attivamente impegnato nel movimento comunista. Partecipava a manifestazioni e distribuiva volantini. Fu arrestato più volte per questo. Bers Brahmans prestò servizio nel 1941 nell'Armata Rossa e fu ucciso nel 1942 a Staraja Russa durante un combattimento. |
|          | QUI ABITAVA EIZKIS MARKUS BRAHMANS NATO 1875 DEPORTATO 1941 GHETTO RIGA ASSASSINATO 1941                | Stabu iela 59 | Eiziks Markus Brahmane, anche Brachmannis, nacque il 27 maggio 1875 a Jēkabpils. Era il figlio di Ruven Brachmanis, also Markus Rubin. Quando aveva 21 anni, lavorava come insegnante di ebraico a Krustpils. Sposò Malka Wilentschik nel 1901. Divenne mercante. La coppia aveva cinque figli: Moisy e Sarah Deborah (entrambi nati nel 1902), Nessa (nata nel 1904), Ber (nato nel 1910) e Sholom (nato nel 1916). Fu internato con sua moglie nel ghetto di Riga e ucciso lì nel 1941. Anche sua moglie perdeva la vita nel ghetto di Riga. Due figli combattevano nell'Armata Rossa contro i tedeschi e cadevano. Due figlie potevano sopravvivere l'Olocausto. Non si sa nulla del destino di Moisy. |
|          | QUI ABITAVA ŠOLOMS MARKUS BRAHMANS NATO 1916 ARRUOLATO 1941 ESERCITO SOVIETICO CADUTO 28.8.1941 TALLINN | Stabu iela 59 | Šoloms Brahmane, anche Brachmannis, nacque il 4 gennaio 1916 a Riga. Suoi genitori erano Eiziks e Malka Brachman (vedi sopra). Aveva quattro fratelli e sorelle. Frequentò insieme ai suoi fratelli il 1 ° Liceo ebraico a Riga. Poteva comunicare in cinque lingue (yiddish, russo, lettone, tedesco ed ebraico). Lavorava come commerciante in una segheria. Secondo un'altra fonte era giornalista. Si arruolò nell'Armata Rossa nel 1941 e fu ucciso il 28 agosto 1941 in combattimento a Tallinn. Anche suo fratello Bers (vedi sopra) cadeva nella guerra. Suoi genitori furano assassinati dal regime nazista. |